# Університет Дюкейн
Університет Святого Духа ім. Дюкейна (англ. Duquesne University of the Holy Spirit) або скорочено Університет Дюкейн (англ. Duquesne university, [duːˈkeɪn] або [djuːˈkeɪn]) — приватний католицький університет у Піттсбурзі, штат Пенсільванія, США. Заснований членами Конгрегації Святого Духа в жовтні 1878 року як Пітсбургський католицький коледж Святого Духа, перший набір склав 40 чоловік, працювало 6 викладачів. У 1911 році коледж став першим католицьким університетом Пенсильванії. Він є єдиним університетом конгрегації Святого Духа у світі.
У Дюкейні близько 10 000 студентів з більш ніж 80 країн, хоча 80 % учнів родом з Пенсильванії або сусідніх штатів. До складу університету входить кампус міського типу в одному з районів Піттсбурга площею близько 50 акрів (~20 га), кампус в Римі, 10 факультетів. За класифікацією Карнегі закладів вищої освіти Дюкейн розглядається як університет з високою науковою активністю. Біля університету нині живуть понад 79 000 випускників, включаючи двох кардиналів і нинішнього єпископа Піттсбурга.
Університет має власну спортивну студентську команду — «Дюкейн Дьюкс», яка входить в Дивізіон I Національної асоціації студентського спорту. Чоловіча баскетбольна команда університету в 1950-х двічі брала участь у національному чемпіонаті, в 1955 році взяла першість NIT.

## Історія

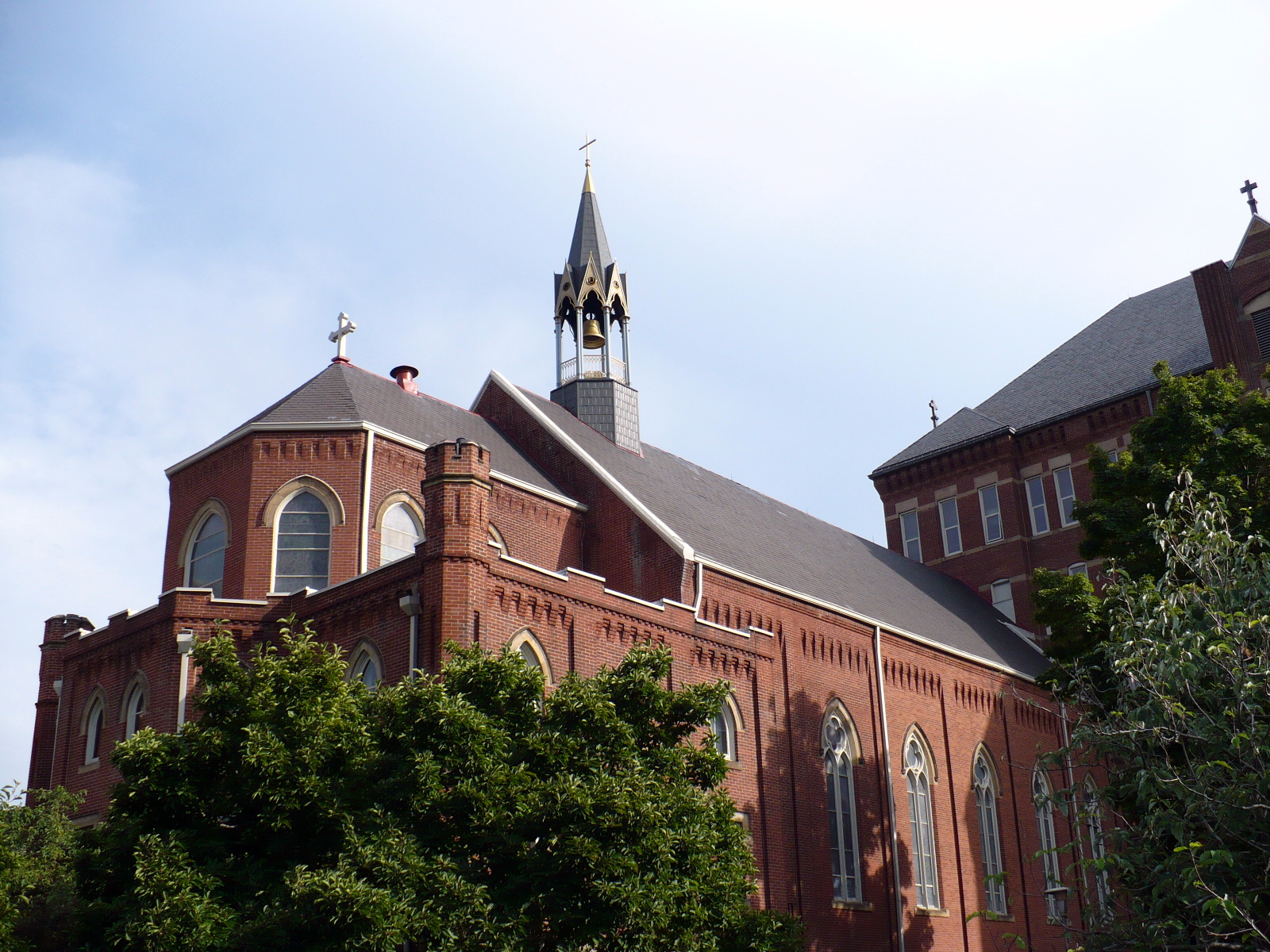
Каплиця Університету Дюкейн, що примикає до будівлі Олд-Мейн

Пітсбургський коледж Святого духа був заснований 1 жовтня 1878 року отцем Джозефом Страбом і членами Конгрегації Святого Духа, що покинули Німеччину в період Культуркампфа. Перший набір становив сорок студентів, працювало 6 викладачів. У 1882 році коледж отримав статус державного закладу освіти. Студентів селили в приміщеннях над пекарнею, розташованої на Вайлі-авеню в центрі Піттсбурга. Нині кампус університету розташований в районі Блюр, де в 1885 році було побудовано перший будинок кампуса — п'ятиповерховий Олд-Мейн, складений з червоної цегли і який став найвищою точкою на тодішній панорамі Піттсбурга.
27 травня 1911 року Пітсбургський коледж Святого духа був перейменований в Університет Святого духа Дюкейн (на честь Анже Дюкейна де Менвилля, маркіза дю Кейна — губернатора Нової Франції, який приніс католицьку віру в район Піттсбурга) та став єдиним університетом Святого духа у світі. У 1913 році закінчила університет перша жінка — сестра М. Файдс, яка стала сестрою милосердя. У 1914 році в Університеті Дюкейн була заснована аспірантура.
1920-ті стали особливо сприятливими для розвитку університету. Територія кампусу продовжила зростати: крім Олд-Мейн, там розташувалися спеціалізований академічний корпус, Каневін-Хол, а також гімнастичний зал і котельня. У 1925 році почав навчання факультет фармакології, в 1926 — музичний факультет, а в 1929 — педагогічний. У 1928 році Університет Дюкейн святкував 50-ю річницю з дня заснування і мав значний цільовий фонд. Тим не менш, внаслідок Біржового краху 1929 року плани по розширенню університету було вирішено відкласти.
У 1931 році отець Маркус Хейр, при якому ВУЗ отримав статус університету, залишив посаду президента і його замінив отець Джей-Джей Каллахан. При новому президенті були додані численні нові навчальні програми, засновано відділення для безробітних (проте незабаром закрите), а у 1937 році почав навчання факультет медсестер. Крім того, університет в цей період робить значні успіхи в спортивній сфері — перемога над футбольною командою Піттсбурзького університету з рахунком 6-0 стала тріумфом Університету Дюкейн. У 1940 році розпочала свою роботу бібліотека Університету Дюкейн.
У період Другої світової війни університет, президентом якого на той час був молодий отець Реймонд Кірк, опинився на грані занепаду. Порівняно з 1940 роком, коли кількість вступників становила понад 3 000 осіб, у 1944 році було набрано лише близько тисячі. В результаті керівництво Університету Дюкейн зіткнулося з численними проблемами, результатом яких стало різке погіршення здоров'я отця Кірка і його подальша відставка, в 1946 році на посаді президента університету його змінив о. Френсіс П. Сміт. Із закінченням війни в навчальний заклад прийшла велика кількість ветеранів війни, які вирішили здобути вищу освіту. У 1949 році набір студентів досягає рекордної позначки в 5 500 осіб (кількість вступників на факультет бізнес-адміністрування склало 2 000 чоловік) і о. Сміт, внаслідок проблем з розміщенням такої кількості людей вирішує скористатися законом Lanham Act і викупити три військових барака, які відносилися до списаного військового майна. Також був повністю переобладнаний кампус університету і запрацювала перша студентська радіостанція — WDUQ.
У 1952 році о. Вернон Ф. Галлахер запропонував амбітний план по розширенню кампуса. На той час президентом був Генрі Дж. Макеналти і він дав добро на його здійснення. У результаті в 1954 році було відкрито перший студентський гуртожиток, а в листопаді 1958 року — Роквелл-Хол, в якому були розміщені студенти факультету бізнес-адміністрування та юридичного факультету. Між 1959 і 1980 роками були побудовані й інші будівлі, поступово формуючи інфраструктуру кампуса. Серед них — Коледж-Холл, будівля музичного факультету, бібліотека, Студент-Юніон і Мелон-Хол, а також чотири гуртожитки. Незважаючи на це, в 1970 році університет опинився на межі закриття. Тим не менш, студенти вирішили згуртуватися і зібрати мільйон доларів, щоб «врятувати Університет Дюкейн». Їм вдалося зібрати лише $600 000, але цього вистачило, щоб університет втримався на плаву аж до 1973 року, коли криза, нарешті, закінчилася.
У 1980-х, коли президентом був о. Дональд С. Несті, територія кампуса знову була розширена — тепер вона включала також Центр Ей-Джей Палембо. У 1988 році о. Несті на посаді президента змінив доктор Джон Е. Мюррей, за його президентства було побудовано будівлю юридичного факультету. Між 1988 і 2001 роками почалося формування сучасної інфраструктури кампусу, а також, вперше за 50 років, почали роботу три нових факультети — медичний, природних і біологічних наук, а також факультет лідерських та професійних якостей. До 2012 року частиною кампусу стали Пауер-Центр, багатофункціональний комплекс на Форбс-авеню і новий гуртожиток.

## Символіка університету

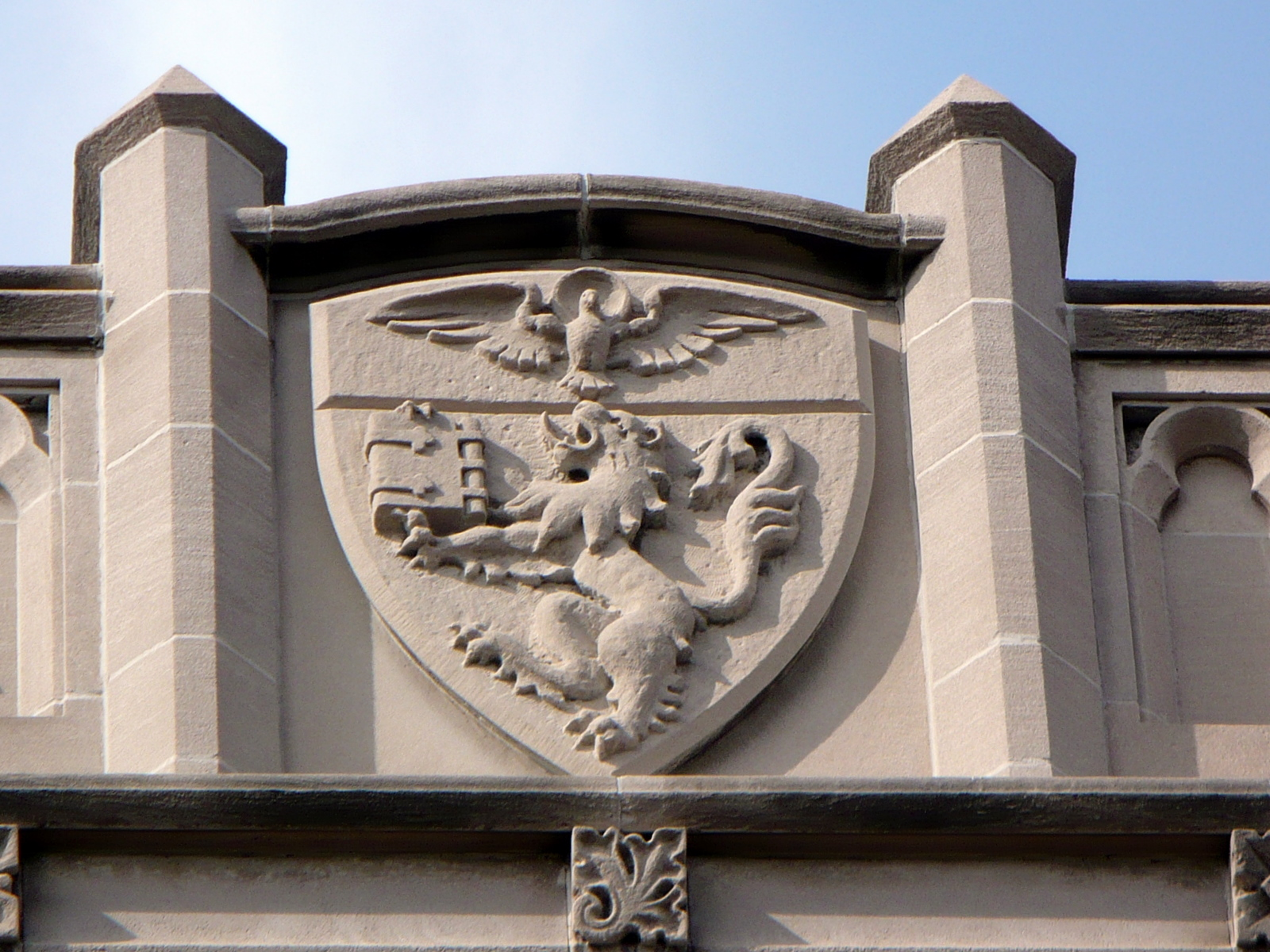
Герб університету Дюкейн на верхівці Каневін-Хол

### Герб та печатка
Дизайн герба і печатки Університету Дюкейн був розроблений на основі фамільного герба маркіза дю Кейна, в честь якого установа отримала свою назву. У малюнок було додано червону книгу в руках лева, щоб герб більше скидався на символіку університету. Такий вигляд герба і печатки запропонував член конгрегації Святого духа і випускник університету Джон Ф. Меллой, після чого дизайн був трохи переглянутий геральдичним художником П'єром де Шеньоном ла Роза. У 1923 році зображення герба університету було офіційно затверджено і виліплено на верхівці Каневін-Холу, що тоді був на стадії будівництва.
Малюнок герба і печатки виглядає наступним чином: у центрі знаходиться щит, розділений на дві частини — в нижній зображений чорний лев, що тримає в лапах червону книгу, а у верхній — голуб з німбом, що летить на синьо-червоному тлі; з двох боків щит обрамляє девіз університету на латині, а навколо йде кільце з латинською назвою університету (лат. Universitas Spiritus Sancti Duquesnensis).

### Гімн
Джозеф Карл Брейл, випускник 1888 року, який став відомим як композитор, який пише музику до фільмів, став автором музики для офіційного гімну університету. Слова написав о. Джон Ф. Меллой, який також є автором герба університету Дюкейн. Гімн вперше був виконаний у 1920 році.
Alma Mater, old Duquesne, guide and friend of our youthful days.
We, thy sons and daughters all our loyal voices raise.
The hours we spent at thy Mother and knee drank of wisdom's store
Shall e'er in mem'ry treasured be, tho' we roam the whole world o'er.
Then forward ever, dear Alma Mater, o'er our hearts unrivaled reign.
Onward ever, old Alma Mater! All hail to thee, Duquesne!

### Кільце випускника
Кільця випускників університету Дюкейн були вперше використані в 1920-х, в те ж десятиліття, коли були офіційно прийняті герб і гімн. Початковий дизайн кільця, схвалений студентським комітетом, являв собою «восьмикутний темно-синій камінь, що утримується чотирма трикутними зубцями». Через два роки темно-синій камінь був замінений на синтетичний рубін, а в 1936 році замість зубців з'явився суцільний металевий обід, на якому були викарбувані слова «Дюкейн», «Університет» і «Піттсбург». На самому кільці можна було помітити малюнок, схожий із гербом університету. Наприкінці 1930-х стандартної гравіюванням на кільці стала буква «D», написана готичним шрифтом. Згідно з офіційним сайтом випускників Дюкейна «золотий ініціал, невеликий камінець і восьмикутне ограновування дозволяє відрізнити кільце випускника Дюкейна від кілець випускників інших коледжів і університетів».

## Кампуси

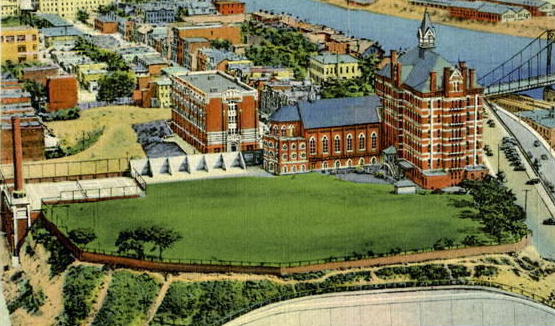
Первісний вигляд основного кампусу (малюнок зі старих карт Піттсбурга). На малюнку добре видно будівлі Олд-Мейн, каплиці і Каневин-Холу

### Основний
Спочатку основний кампус Університету Дюкейн, розташований на Бойдс-Хілл (район Блюр в Піттсбурзі), займав лише 12,5 акрів (50,590 м2), на даний момент його площа становить близько 50 акрів (198,300 м2). З 31 будівлі, які складають даний кампус, кілька являють собою або недавні будівництва, або реконструкції — факультет медичних наук (Ренгос-Хол), дві студії звукозапису, два гаража, багатоцільовий розважальний центр (Пауер-Центр) та театральний житловий комплекс (Байєр-Хол).
Першою спорудою кампусу вважається адміністративний корпус Олд-Мейн. Він побудований в готичному стилі вікторіанської епохи, всередині розташовані кабінети керівництва університету. Каневін-Хол, який є найстарішим житловим корпусом кампусу, був названий на честь єпископа Піттсбурга Реджиса Каневіна і побудований в 1922 році — з тих пір ремонтувався двічі (в 1968 році і в 2009 році). Ці дві будівлі, а також Байєр-Хол, науковий корпус Річард-Кінг-Меллон-Хол, Будинок Лаваля і Студент-Юніон розташовані в західному кінці вулиці Академік-Уолк, внаслідок чого в більшу частину кампусу можна потрапити тільки пішки. В основному зосередження студентського життя — це Студент-Юніон, в якому розташовані актові зали, студентські їдальні, кафе Sturbucks, відділення PNC (надає фінансові послуги), а також розважальний центр та галерея мистецтв. У північній частині розташована побудована в 1978 році бібліотека Гумберга, що включає велику колекцію видань у друкованому та електронному форматах.

#### Забудова Форбс-авеню і П'ятої авеню
Найновіша з будівель основного кампуса Університету Дюкейн — Пауер-Центр (названий на честь першого президента університету, о. Вільяма Патріка Пауера) — розташовується на Форбс-авеню, між Чатем-сквер і Мегі-стріт; в цій будівлі розташовується велика частина гімнастичних і тренажерних залів кампуса. Також там є книжковий магазин, кілька кафе, ресторан, конференц-зал, танцмайданчик. Ця будівля площею 125 000 квадратних футів (11 000 м2) стала першою спорудою кампусу, яку можуть відвідувати як студенти університету, так і жителі прилеглих районів. У жовтні 2010 року було оголошено про те, що Університет Дюкейн купляє восьмиповерховий будинок площею 100 000 квадратних футів (9 300 м2) на П'ятій авеню; цією будівлею виявився Пітсбургський центр RMU, що раніше належав Університету Роберта Морріса. Керівництво Університету Дюкейн планує використовувати цю будівлю, щоб збільшити кількість місць на 1 100, а також забезпечити установу великою кількістю музичних приміщень — з 2005 року кількість заявок на вступ фактично подвоїлася. Крім того, університету вже належало чотири будівлі на П'ятій авеню, поруч з Кансел-Енерджі-Центром, де проходять матчі студентської баскетбольної команди, «Дюкейн Дьюкс». Радіостанції, що належать університету — WDUQ, NPR і Jazz — переїхали в нові офіси в Купер-білдінг і Клемент-Хол.

### Капітал Реджион
До 2009 року в містечку Уормлісбург, недалеко від Піттсбурга, розташовувався ще один кампус. У ньому В основному проживали студенти Факультету лідерських та професійних якостей.

### Італійський
У 2001 році керівництво Університету Дюкейна запустило італійську програму кампуса. В результаті цієї програми з'явився італійський кампус, керований сестрами-назаретянками і розташований на захід від центру Риму, за межами Ватикану. «Оточена стіною територія з садами і проходами, з навчальними приміщеннями та доступом до комп'ютерних засобів (у тому числі і до Інтернету), є невелика бібліотека, зона відпочинку і сучасні житлові приміщення з двомісними номерами, кожен з яких обладнаний окремою ванною кімнатою».
Навчальна програма італійського кампусу передбачає вивчення історії, історії мистецтв, італійської мови, філософії, богослов'я, соціології та економіки у відповідності з історичними і культурними особливостями Риму. Викладацький склад в більшості своїй складається з запрошених і тимчасових викладачів, деякі з них є відомими професорами американського кампусу.

## Структура кампусу

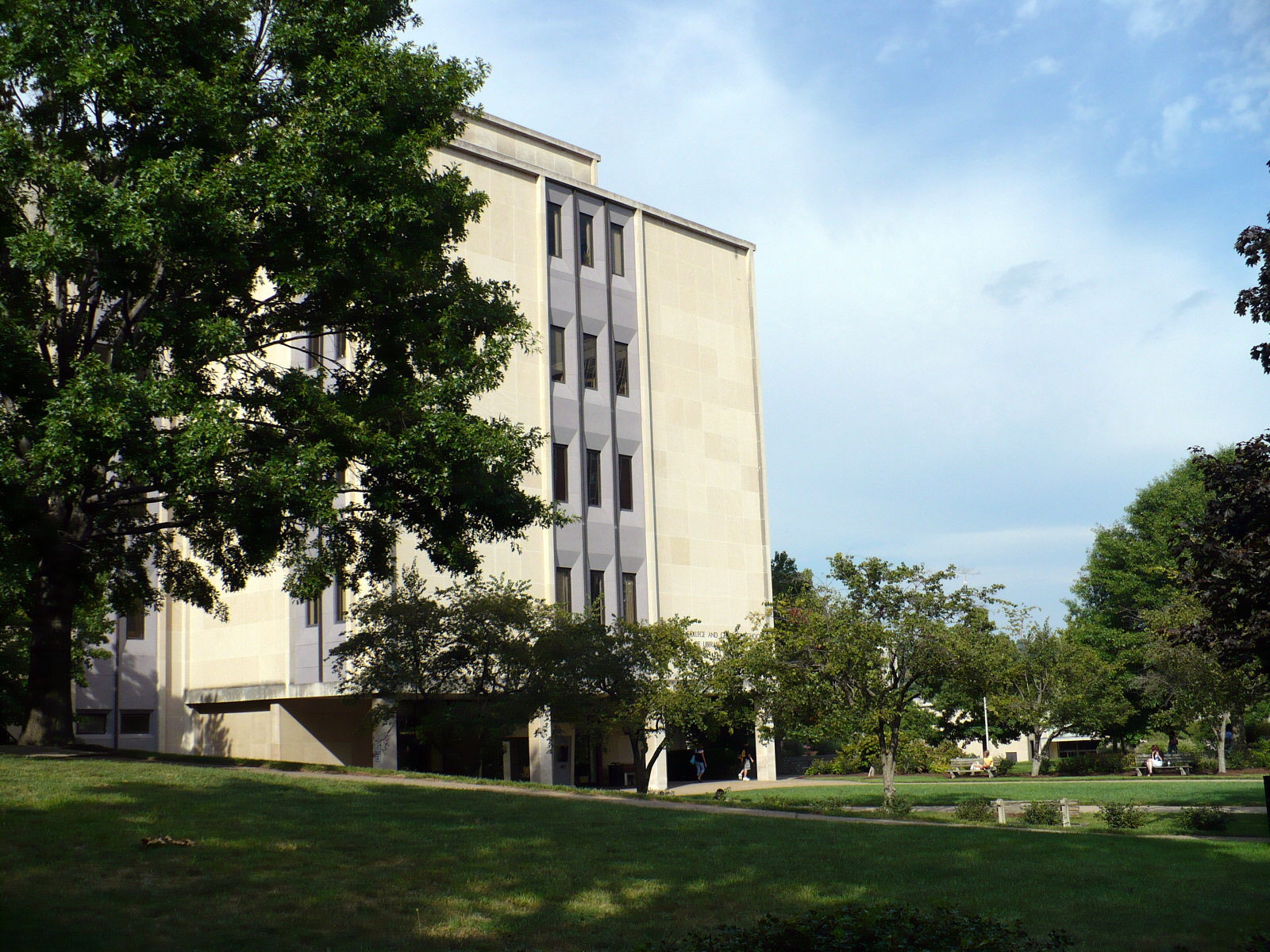
Будівля Коледжу Макеналті аспірантури і гуманітарних наук зі сторони вулиці Академік-Волк

В Університеті Дюкейн навчається близько 10 000 студентів. За період свого існування кампус університету значно зріс і на даний момент включає будівлі 10 коледжів і шкіл (факультетів), в яких навчаються бакалаври, магістри, аспіранти і доктора наук та діють 189 наукових програм. В ньому навчаються студенти з вісімдесяти різних країн.
Список коледжів і шкіл (з датами заснування), що належать до кампусу Університету Дюкейн:
- Коледж Макеналті і аспірантура гуманітарних наук (1878)
- Школа Байєра природних та біологічних наук (відокремилася від Коледжу науки і мистецтв в 1994 році)
- Юридичний факультет (1911)
- Школа бізнес-адміністрування Ей-Джей Палембо (1913)
- Міланська школа фармакології (1925)
- Музична школа Мері Пэпперт (1926)
- Педагогічний факультет (1929)
- Школа медсестер (1937)
- Школа Ренгоса медичних наук (1990)
- Факультет лідерських та професійних якостей (2001)